# 京都市立待鳳小学校
京都市立待鳳小学校（きょうとしりつ たいほうしょうがっこう）は京都市北区紫竹西北町にある公立小学校である。

## 概要
学制発布に伴い明治6年（1873年）に開校した小学校である。
学校名は明治12年（1879年）に、第2代京都府知事槇村正直から「おおとり」のような大人物が輩出されるよう願って送られた『待鳳館』と書かれた額に因む。

## 沿革
- 1873年（明治6年）1月 - 東紫竹小学校として愛宕郡東紫竹大門村字東紫竹に設立[2][3]
- 1879年（明治12年）12月 - 校名を待鳳に改称[2]
- 1892年（明治25年） - 愛宕郡立第二高等小学校を併設[4]
- 1907年（明治40年）3月 - 愛宕郡立第二高等小学校廃止[4]
- 1909年（明治42年）4月 - 京都府女子師範学校が大宮村内に移転し、その附属小学校となり、京都府女子師範附属小学校と改称[3]
- 1912年（明治45年）4月 - 児童増加に伴い、現校地となる大字東紫竹大門字紫竹西北（現・紫竹西北町）に大宮村立待鳳尋常小学校を新設[3]
- 1918年（大正7年）4月 - 愛宕郡大宮村の一部が京都市に編入され、京都市立待鳳尋常小学校を創立。京都府女子師範学校が移転となり附属小学校は廃校となる。[3]
- 1922年（大正11年）4月 - 高等科が併置され、京都市立待鳳尋常高等小学校と改称[3]
- 1924年（大正13年）4月 - 第二待鳳尋常小学校（現在の京都市立紫野小学校）創立[3]
- 1931年（昭和6年）4月 - 第三待鳳尋常小学校（現在の京都市立鳳徳小学校）創立[3]
- 1939年（昭和14年）4月 - 第四待鳳尋常小学校（現在の京都市立柏野小学校）創立[3]
- 1941年（昭和16年）4月
  - 国民学校令により京都市待鳳国民学校と改称[3]
  - 第五待鳳国民学校（現在の京都市立紫竹小学校）設立される[3]。
- 1947年（昭和22年）4月 - 学制改革により京都市立待鳳小学校と改称[3]

## 通学区域
通学区域は待鳳学区の区域と一致する。

## 卒業後の進路
卒業後は基本的に京都市立旭丘中学校に進学する。

## 待鳳学区
待鳳学区（たいほうがっく）は、京都市の学区（元学区）のひとつ。京都市北区に位置する。待鳳小学校の通学区域を範囲とする、京都市の地域自治の単位となっている。
待鳳学区の名称のもととなる待鳳小学校は、当初は学校が位置した東紫竹大門村と西賀茂村共立の小学校として明治6年（1873年）1月に創立された。その東紫竹大門村は明治22年（1889年）西賀茂村と合併して大宮村となった。
大正7年（1918年）に大宮村の一部（御土居の南側）が京都市上京区（当時）に編入され、編入された旧大宮村の区域は上京第33学区となり、待鳳小学校の通学区域とされた。（なお、大宮村の残余部は、のちの昭和6年（1931年）に京都市に編入され、大宮尋常高等小学校（現在の大宮小学校）の通学区域となる大宮学区となった。）
上京区第33学区は、昭和4年（1929年）に、学区名が小学校名に改称されることにより、待鳳学区となった。学区内には、大正13年（1924年）に第二待鳳小（のちに校名を紫野に改称）、昭和6年（1931年）に第三待鳳小（のちに校名を鳳徳に改称）、昭和14年（1939年）に第四待鳳小（のちに校名を柏野に改称）が創立された。
昭和16年（1941年）に国民学校令の施行により学区の根拠が失われ（京都市の学区そのものは昭和17年（1942年）に廃止）、昭和16年6月に国民学校の通学区域を単位とする町内会連合会が発足。待鳳国民学校の通学区域を単位として待鳳町内会連合会が設置され、戦後のポツダム政令による解体ののち、住民自治の単位である現在の待鳳学区となった。
待鳳学区は昭和30年（1955年）9月、上京区から分区して成立した北区に位置することになった。

### 地理
待鳳学区は、北側が大宮学区、東側が紫竹学区と鳳徳学区、南側が紫野学区、西側が鷹峯学区、楽只学区と接する。区域は、大宮・紫竹・紫野を冠称する町の一部から構成される。面積は1.015 平方キロメートルである。

### 人口・世帯数
京都市内では、概ね元学区を単位として国勢統計区が設定されており、待鳳学区の区域に設定されている国勢統計区（北区第1国勢統計区）における令和2年（2020年）10月の人口・世帯数は9,851人、5,091世帯である。

### 待鳳学区の町名
- 紫野今宮町
- 紫野東蓮台野町
- 紫野西蓮台野町
- 紫野大徳寺町[町 1]
- 紫竹西南町
- 紫竹西北町
- 紫竹西桃ノ本町
- 紫竹牛若町
- 紫竹下緑町[町 2]
- 紫竹西高縄町[町 1]
- 紫竹栗栖町
- 紫竹東栗栖町
- 紫竹西栗栖町
- 紫竹北栗栖町
- 紫竹西野山町
- 紫竹西野山東町
- 大宮土居町
- 紫野泉堂町
- 紫野東泉堂町
- 紫野西泉堂町
- 紫野上野町
- 大宮西野山町

1. 1 2  町域の一部が待鳳学区にあたる。
2. ↑  北山通の南側が待鳳学区に当たる[5]。北側は紫竹学区。